# Філадельфія (Декаполіс)

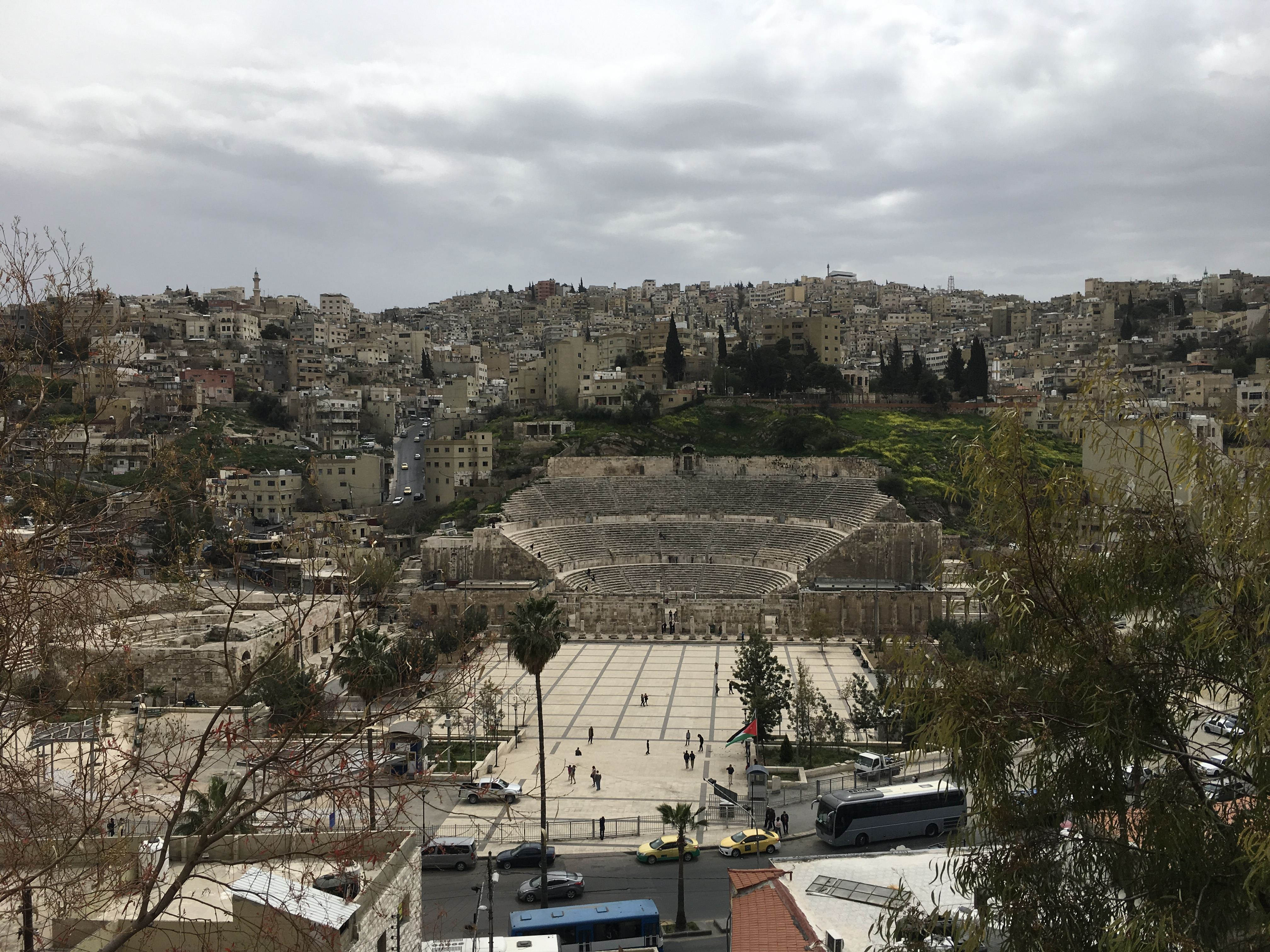
Театр, одеон (ліворуч) та форум (площа у центрі знімку). Вигляд з підйому на замкову гору

31°57′09″ пн. ш. 35°56′24″ сх. д. / 31.9525° пн. ш. 35.94° сх. д.
Філадельфія (Декаполіс) — елліністичне, римське та ранньовізантійське місто, що існувало на території столиці сучасної Йорданії з 3 століття до н. е. по 7 століття н. е. Філадельфійський період є складовою частиною історії Амману.

## Історія Філадельфії

### Ранній елліністичний період
У 330-х роках до н. е. разом з усією Перською імперією Александр Македонський завоював і колишню столицю невеликої семітської держави Аммон — місто Раббат-Аммон. Після смерті Александра його полководці розділили державу, при цьому Зайордання відійшло до царства єгипетських Птолемеїв. У середині 3 століття до н. е. другий правитель цієї династії Птолемей Філадельф (помер у 246 році до н. е.) перезаснував Раббат-Аммон під назвою Філадельфія. Точна дата цієї події невідома, проте один з чиновників Птолемея ІІ, який відвідав місто у 259/258 році до н. е., ще іменує його в своєму листуванні старою назвою. В подальшому мешканці міста висували претензії на заснування Філадельфії самим Александром Македонським, проте які-небудь підтвердження цього відсутні.
Можливо відзначити, що елліністичні правителі широко використовували практику перезаснування східних міст під новими назвами. Багато з них дійсно перетворились на грецькі осередки, проте інші могли залишатись осадженими переважно негрецьким населенням. Саме таке припускають по відношенню до Філадельфії, котра продовжувала бути семітським поселенням, хоч і підпалим під вплив еллінської культури. Греко-римський географ Страбон, який писав свою книгу на рубежі нової ери, характеризував філадельфійців як суміш єгипетських, арабських та фінікійських племен.

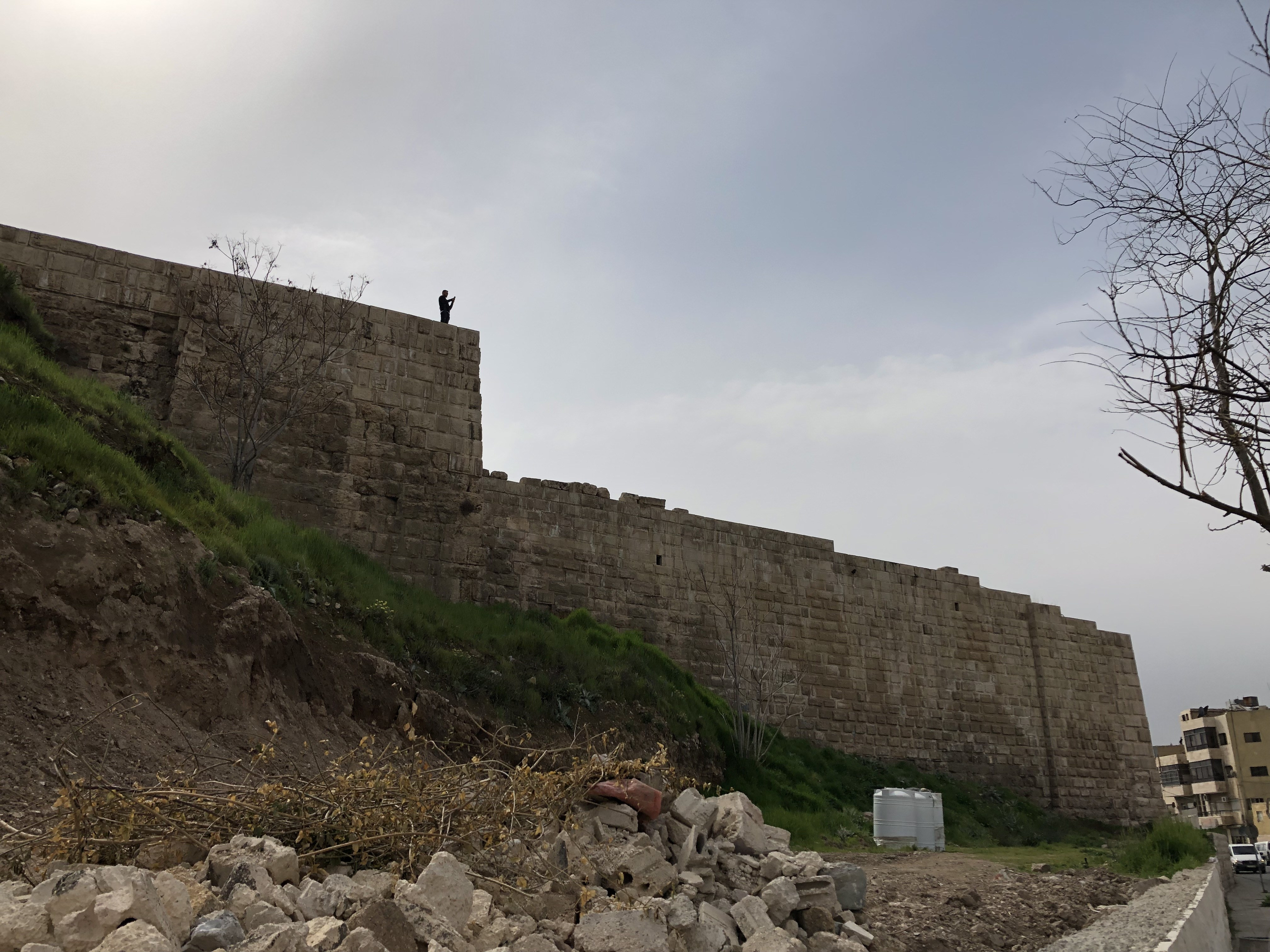
Північно-західне завершення фортечних стін

За кілька десятиліть після (пере)заснування із Філадельфією виявився пов'язаним епізод конфлікту Селевкідів (столиці останніх розташовувались в сусідній із Зайорданням Сирії) та Птолемеїв, відомого як 4-та Сирійська війна. У 218 році до н. е. сюди зібралось чимало єгипетських загонів, котрі рятувались від селевкідської армії Антіоха ІІІ, яка вторглась до Палестини. Єгиптяни здійснювали напади на землі союзних Антіоху арабів, про що й доповіли сирійському царю. Останній виступив на Філадельфію та після непростої облоги змусив її капітулювати. Оповідь про цю облогу дійшла до нас завдяки давньогрецькому історику Полібію, який жив у середині наступного, 2-го століття до н. е. та все ще за звичкою використовував назву Раббат-Амман, що додатково свідчить про відсутність у місті значної грецької колонізації.
Втім, вже наступного року після поразки у битві при Рафії Антіох ІІІ втратив свої завоювання у Палестині. Йому довелось чекати ще два десятиліття, допоки у 200 році до н. е. перемога в битві при Паніоні (5-та Сирійська війна) нарешті віддала у руки Селевкідів так довго бажані ними території (і Філадельфію в тому числі).

### Боротьба з Юдеєю
Менш ніж за десять років після звитяжної війни з Єгиптом новий володар Філадельфії Антіох ІІІ зазнав нищівної поразки від римлян, що знаменувало початок занепаду царства Селевкідів. У середині того ж 2 ст. до н. е. ця держава заслабла достатньо, щоб з-під її контролю звільнилась Юдея. Остання вирізнялась серед оточуючих язичницьких народів своєю релігійною концепцією єдинобожжя, що створювало потужну перешкоду для співіснування з еліністичними містами. Втім, до кінця століття юдейська держава Хасмонеїв була зайнята боротьбою на захід від Йордану, за винятком захоплення фортеці Мадаба, розташованої у трьох десятках кілометрів на південний захід від Філадельфії, на межі з юдейскою Переєю. Це завоювання у 128 (за іншими даними — 110) році до н. е. здійснив Іоханан Гіркан. При цьому з оповіді Йосипа Флавія нам також відомо, що в той період Філадельфією правив тиран Зенон на прізвисько Котіл, до якого у 135 році втік Птолемей-бен-Хавуву — правитель Єрихону, одночасно зять та вбивця Симона Гіркана, батька Іоханана.

Карта Зайордання та Палестини із вказаним розташуванням Філадельфії, Гераси, Пелли, Скіфополя та річки Яббок, які згадуються у статті

Зате у першій чверті наступного століття Зайордання перетворилось на один з головних фронтів війни, котру продовжив син Іоханана Александр Яннай. Першим пов'язаним з Філадельфією епізодом бойових дій стала облога фортеці Амафунт, розташованої на східному березі Йордану між устям Яббоку на півдні та ще одним важливим елліністичним містом Пелла на півночі. Після того як Яннай оволодів фортецею та захопив розміщену тут скарбницю філадельфійського тирана Теодора, сина Зенона, його спіткала невдача — Теодор несподівано напав на юдейську армію, завдав їй великих втрат та розграбував обоз.
Втім, Александр в своїй війні багаторазово терпів поразки (за винятком епізоду під Амафунтом, всі вони були завдані арміями сусідніх царів), проте не полишав своєї боротьби з елліністичними містами. Зокрема, після успішного походу проти моавітян (регіон на схід від Мертвого моря) він повернувся до Амафунту та зруйнував його, причому на цей раз Теодор не протидіяв.
Через певний час Яннай обложив ще одну скарбницю Теодора у Ессі (Себонітіс, Хешбон), розташованій за 9 км на північ від Мадаби. Спершу він організував облогу, оточивши фортецю потрійним кільцем осадних споруд, а потім оволодів нею.
З урахуванням втрати укріплень, а також падіння цілого ряду інших елліністичних міст Зайордання, становище Філадельфії ставало все більш загрозливим, проте у 76 році до н. е. під час облоги фортеці Рагаба, розташованої на північний захід від Філадельфії у землях Гераси (відомий своїми вражаючими руїнами сучасний Джераш), Яннай помер. Хоча його жінка довела ту облогу до кінця, проте наступники Александра захопились внутрішньою боротьбою, так що у підсумку Філадельфія стала одним з небагатьох елліністичних міста на території сучасних Ізраїлю та Йорданії, котрі не були підкорені Хасмонеями (а якщо звістки про захоплення Яннаєм Гераси правдиві — то одним з двох поряд із приморським Акко).

### Римський та ранньовізантійський періоди
У 64 році до н. е. в Палестину прибуло римське військо, котре не стало відроджувати державу Селевкідів, незадовго до того захоплену ворогом римлян вірменським царем Тиграном. Римський провідник Помпей організував найпівденніший регіон нової провінції Сирія у вигляді Десятимістя (Декаполісу), в якому Філадельфія у свою чергу була найпівденнішим містом. Також Помпей наказав зруйнувати «гнізда розбійників та скарбниці тиранів», серед яких були «ті, що коло Філадельфії» (більш конкретних деталей це повідомлення Страбона не містить). Зазначені події знайшли своє відбиття у запровадженні в місті нової ери, відлік якої вівся з моменту переходу під владу та опікування римлян.
З урахуванням не вельми вдалого походу залишеного у Сирії легата Скавра на столицю арабського набатейського царства Петру (62 рік до н. е.), у східному прийорданні певний період спостерігався суттєвий вплив набатеїв. Так, коли у 31 році до н. е. юдейський правитель Ірод Великий провадив свою другу кампанію проти арабського царя Маліха І, бойові дії розгорнулись неподалік від Філадельфії (та завершились повною перемогою Ірода, котрий таким чином відомстив за свою нещодавню поразку під Канатою).
Можливо відзначити, що всі наведені вище відомості про зіткнення філадельфійців та юдеїв надійшли до нас завдяки творам Йосипа Флавія. Він же повідомляє про ще два епізоди, які відносяться вже до 1 століття нашої ери. Так, у середині 40-х років прокуратор Куспій Фад зайнявся розслідуванням спровокованих територіальною суперечкою зіткнень між Філадельфією та юдеями Переї. Останні взялись до зброї та встигли перебити чимало філадельфійців, допоки розлючений самоуправством Фад не наказав схопити їх провідників. А на початку Першої Юдейської війни 66-73 років повсталі організували спустошливі напади на землі сусідніх міст, серед яких була і Філадельфія.
Розквіт римської імперії, який тривав до середини 3 ст. н. е., вкрай позитивно відбився на Зайорданні. Розташовані тут міста отримували зиск від караванної торгівлі зі сходом, масштаби якої визначались попитом з боку багатої держави, що охопила та замирила все Середземномор'я. Товари надходили до Філадельфії з півдня зі сторони Петри, після чого могли спрямовуватись у двох напрямках — на північний захід через Герасу та Пеллу до розташованої на узбережжі Птолемаїди (Акко), або на північний схід до Босри і далі у Сирію. Після анексії Траяном Набатейського царства від Акабської затоки проклали дорогу Via Traiana Nova, котра прямувала через Петру та Філадельфію до Босри. Тоді ж Філадельфію вилучили зі складу Сирії та передали у новостворену провінцію Аравія.
Починаючи з правління імператора Веспасіана та до часів Елагабала Філадельфія друкувала монети. На їх реверсі зображували Геракла (найшанованіший у місті бог, якого ототожнювали із фінікійським Мелькартом), а також Афіну, Тіхе, Деметру, Астерію, Ніку та Диоскурів.
В 390 році н. е. відбулась ще одна реформа адміністративного устрою, за якою Філадельфія опинилась у складі провінції Палестина Секунда (Палестина ІІ) зі столицею на західному березі Йордану в Скіфополісі. На той час Філадельфія вже більш ніж півстоліття була центром християнської єпархії. Першим відомим нам філадельфійським єпископіом був Кирій, учасник Нікейського (325) та Антиохійського (341) соборів. Наступного століття єпископ Євлогій брав участь у Халкедонському соборі (451).
З різних джерел нам відомі ще кілька предстоятелів філадельфійської єпархії, три з яких діяли вже під владою мусульманських правителів, котрі володіли містом із 636 року. При цьому з настанням арабської епохи в Зайорданні саму Філадельфію переменували на Амман, що означало повернення до старої (хоча й урізаної) семітської назви.

## Топографія та план міста

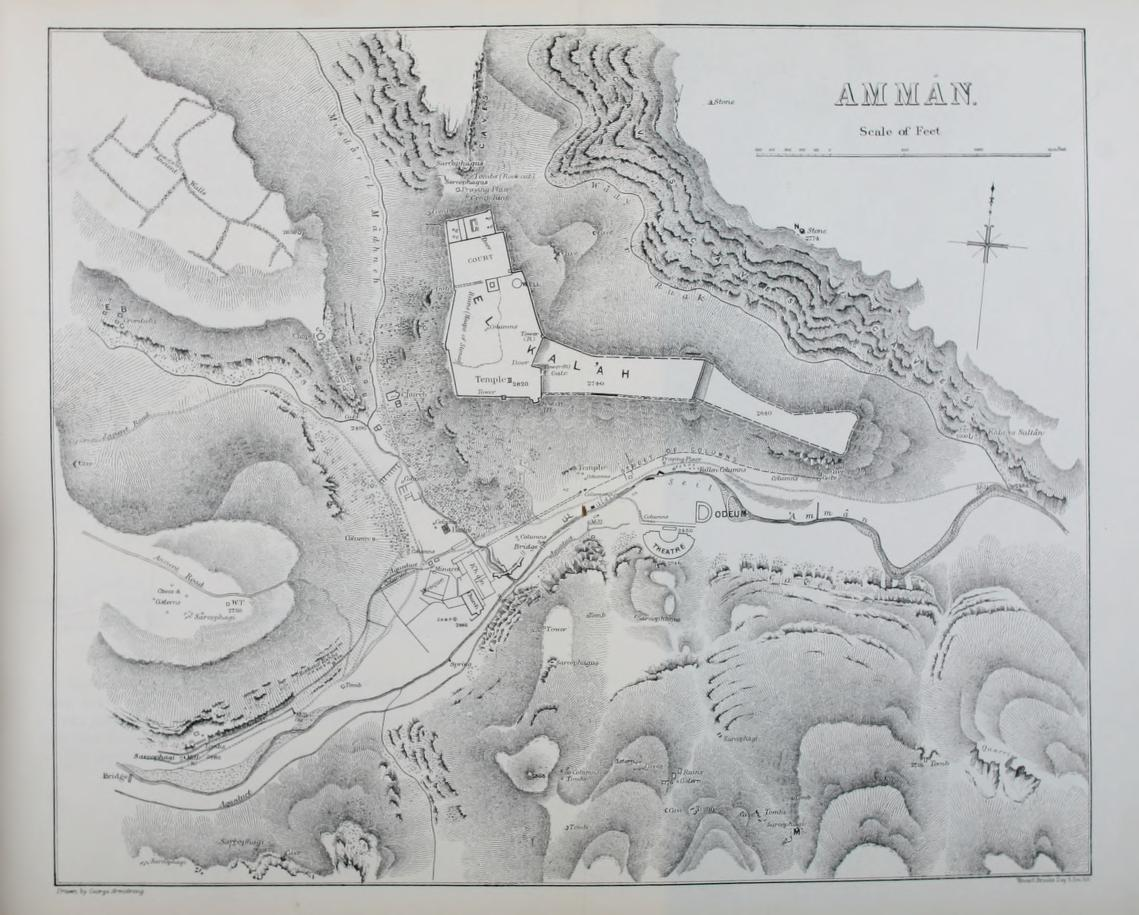
Карта Філадельфії. На заході пагорб Джебаль-Амман, на півночі Джебаль-Кала, між ними на північному-заході вклинюється Джабаль-аль-Лвейбде

На планування античного міста наклала сильний відбиток топографія цього району, головним гідрографічним елементом на території якого виступала орієнтована з південного заходу на північний схід долина Ваді-Амман — пересихаючого потоку, котрий в період дощів перетворювався на витік річки Яббок (Ез-Зарка, північніше від Амману завертає на захід та впадає ліворуч до Йордану посередині між його устям у Мертвому морі та Пеллою). Філадельфія витягнулась по дну цієї долини та схилах оточуючих її пагорбів Джабаль-Амман, Джабаль-Каср (на лівобережжі Ваді-Амман), Джабаль-Ашрафія, Джабаль-аль-Джофах і Джабаль-аль-Тадж (права сторона долини).
Ліворуч до Ваді-Амман (русло якої наразі забране в колектор під вулицями Курайш та Аль-Хашемі) впадав ще один пересихаючий за відсутності дощів потік Місдар-ель-Мадхене (передував сучасним вулицям Короля Фейсала, Ар-Реда та Халіль-ас-Сауд), який розділяв Джабаль-Амман та Джабаль-Каср. Ця коротка — біля півкілометра — долина у верхній частині розгалужувалась на східну та західну гілки, котрі відокремлювали Джабаль-Кала та Джабаль-Амман від ще одного пагорбу Джабаль-аль-Лвейбде.
У відповідності до класичного планування римських міст, вони мали дві головні вулиці — декуманус максимус та кардо максимус, котрі пролягали у широтному та меридіональному напрямках відповідно та перетинались в центрі поселення. Враховуючи описану вище топографію району Філадельфії, реалізація цього будівельного принципу мала певні особливості. Декуманус проклали по лівобережжю Ваді-Амман (де була більша відстань від пагорбів до русла), тобто з північного сходу на південний захід, тоді як під кардо використали долину Місдар-ель-Мадхене. При цьому, враховуючи обмежений простір для будівництва на правобережжі Ваді-Амман, кардо не перетинала декуманус, а починалась від нього в районі, де зараз розташована мечеть Аль-Хусейні. Спершу вона прямувала по правобережжю Місдар-ель-Мадхене, після чого переходила на лівий берег та завершувалась біля західних воріт, облаштованих у східній гілці цієї ваді між пагорбами Джабаль-Кала та Джабаль-Лвейбде.
Як цитадель ще з аммонітських часів використовували пагорб Джабаль-Кала, обмежений Ваді-Амман з півдня, Місдар-ель-Мадхене та її східним витоком з південного заходу та заходу і Ваді Ал-Хаддада (ще одна ліва притока Ваді-Амман) з північного сходу. Перешийок на північному заході пагорбу між долинами Ваді-ал-Хаддада та східним витоком Місдар-ал-Мадхене захищали найпотужніші укріплення цитаделі.

## Збережені та втрачені споруди

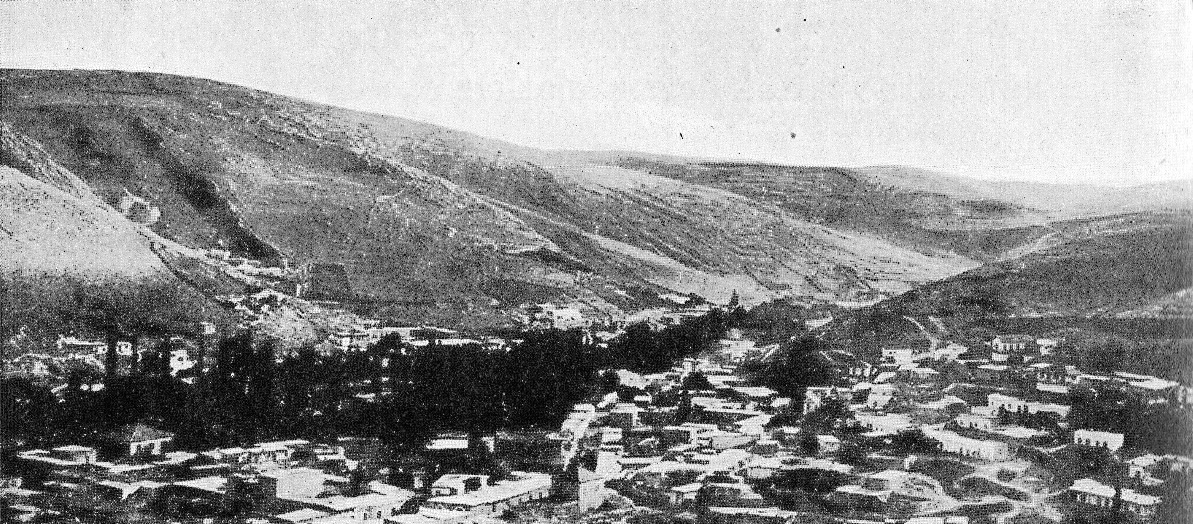
Вигляд селища Амман у 1918 році

Споруди Філадельфії, покинутої мешканцями у 8-му або на початку 9-го століття, мали гарні шанси зберегтись до теперішніх часів. Проте у 1880-х роках влада Османської імперії поселила тут черкесів, вимушених полишити рідні краї після їх захоплення росіянами. Колишні мешканці Кавказу почали використовувати наявний матеріал старовинних будівель для спорудження власних осель, а у наступному столітті Амман обрали під розміщення своєї столиці Хашиміти, що призвело до перетворення черкеського селища на величезне місто, населення якого наразі сягнуло 4 млн осіб. Під час цього процесу ті залишки Філадельфії, яким пощастило уникнути розбирання на будівельний матеріал, опинились під сучасною забудовою. Втім, кілька наймасштабніших споруд були збережені та придатні для огляду туристами.
Серед відомих (але не обов'язково існуючих зараз) споруд Філадельфії можливо вказати на наступні:

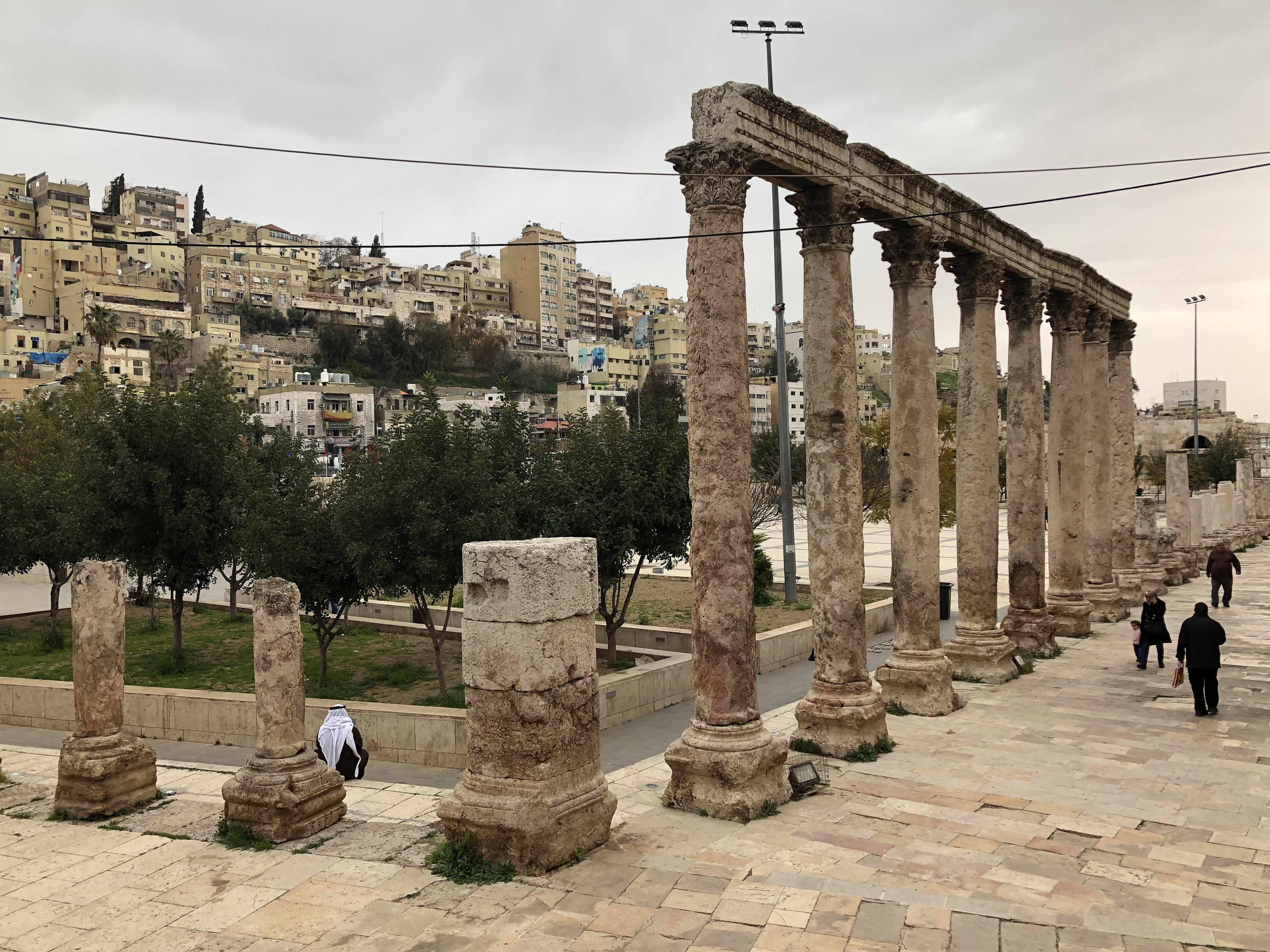
Відновлена частина колонади навколо форуму

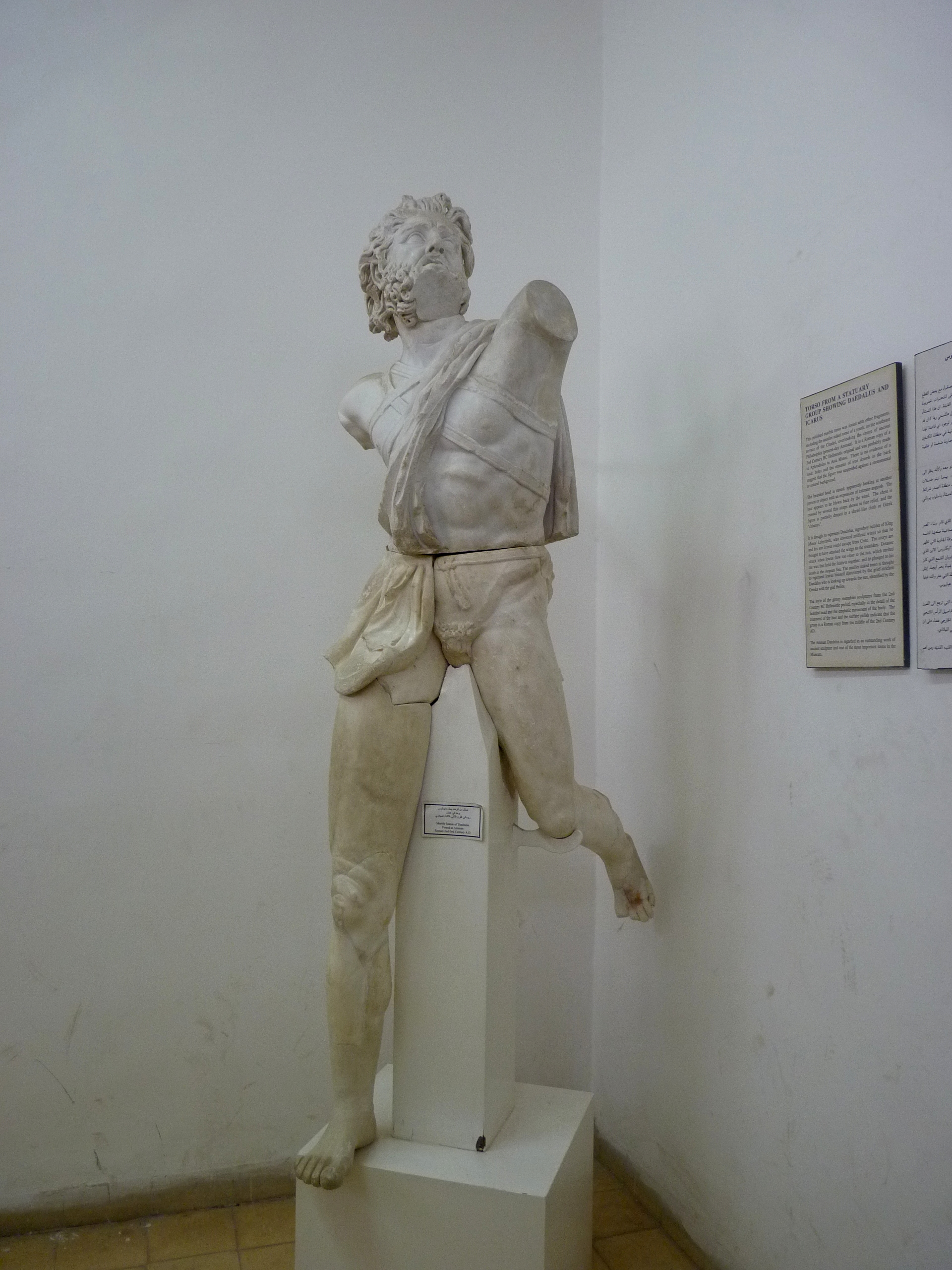
Знайдена на нижній терасі цитаделі статуя Дедала (Йорданський археологічний музей на території цитаделі)

- колонада в районі східних воріт, наявність якої відмітив на своєму плані швейцарський мандрівник Буркхарт, котрий подорожував тут у 1812 році (не збереглась);
- римський форум, розташований на правому березі Ваді-Амман, між її руслом та театром. Цей майдан (наразі в основному поглинутий Хашемітською площею), мав площу 7600 м2, а його північна частина включала штучну платформу, під якою в тунелі пропустили потік. З боків форум оточували колонади, південна з яких, що прилягає до театру, частково відновлена;
- споруджений на південь від форуму великий театр;
- розташований на східному боці форуму гарно відновлений одеон (споруда для виступів ораторів та поетів);
- пропілеї (парадний вхід) храму Геркулеса, котрі знаходились на північній стороні декуманусу. Від них по схилу Джабаль-Кала вели сходи до храму, розташованого у комплексі споруд цитаделі. Хоча пропілеї існували ще відносно недавно та встигли потрапити на фотознімки, наразі вони повністю втрачені;
- арковий міст над Ваді-Амман (між пропілеями та зазначеним нижче німфеєм), котрий проіснував до 1947 року;
- розташована на південній стороні декуманусу прямо над устям Місдар-ель-Мадхене площа з монументальним німфеєм;
- руїни храму та базиліки, котрі знаходились на лівобережжі Ваді-Амман вище від впадіння Місдар-ель-Мадхене. Відомості про них залишив той же Буркхарт, проте наразі цей район повністю поглинутий забудовою;
- залишки південних воріт (поглинуті забудовою);

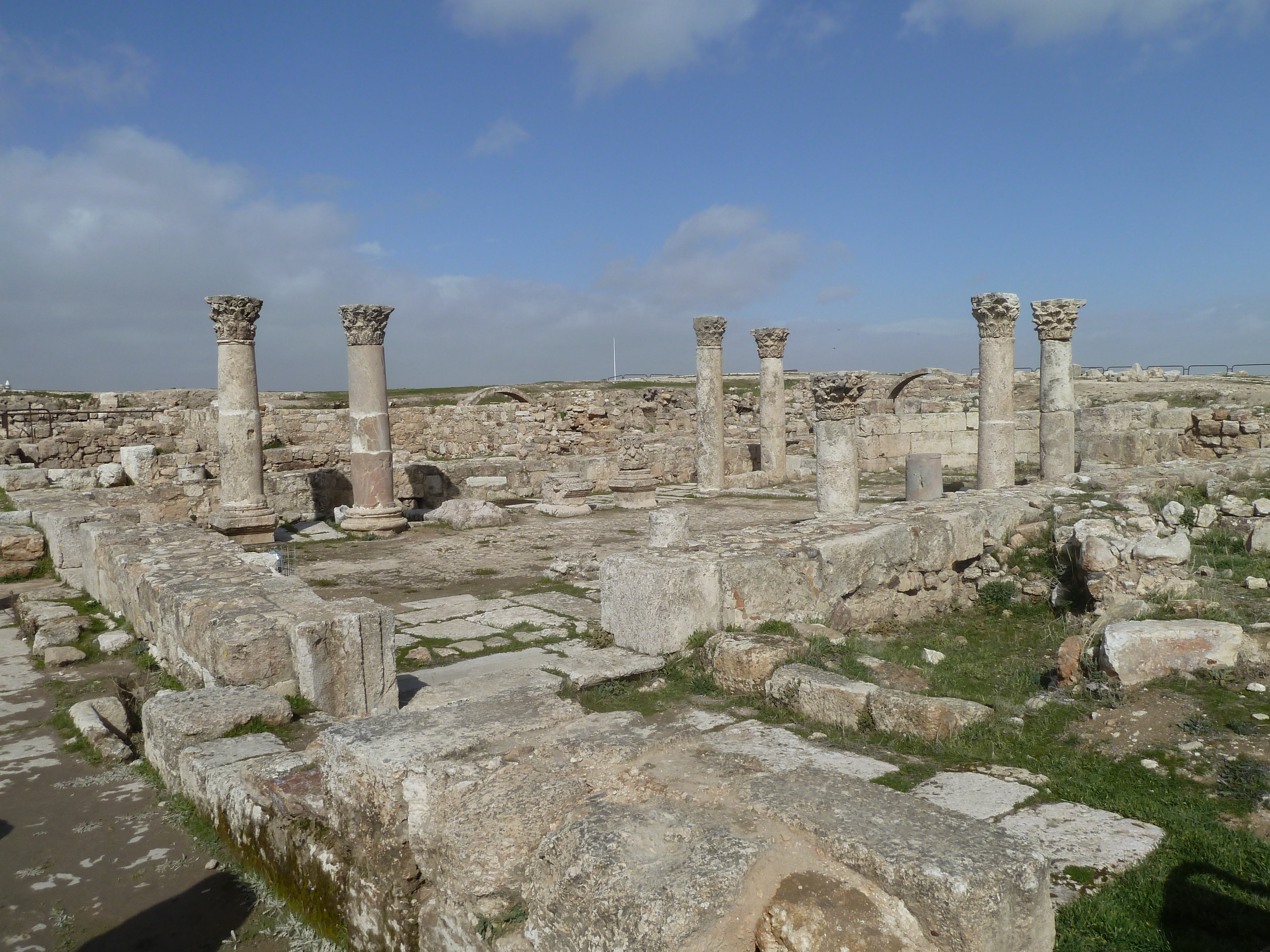
Візантійська церква у цитаделі

- акведук, який починався від накопичувального басейну джерела Рас-ал-Айн, котре вважалось початком Ваді-Амман (втім, верхнє продовження долини, що носить назву Ваді-Абдун, також могло перетворюватись на русло під час дощів). Споруда, відома арабським мешканцям саме як «римський акведук», мала водяний канал з перетином 1х1 метр та тягнулась уздовж східного схилу Джабаль-Амман до району мечеті Аль-Хусейні, де розташовувався великий розподільчий резервуар, а неподалік колись знаходились римські лазні. У підсумку акведук протримався до середини 20 століття, після чого був зруйнований;
- залишки західних воріт (доля така саме, як і у інших споруд на в'їздах до міста);
- виявлене археологічними дослідженнями місце розташування церкви Святого Георгія (6-7 століття), спорудженої в районі Джабаль-Лвейбде на майданчику старого храму;
- візантійська церква на верхній терасі цитаделі. Наразі тут можливо побачити частково відновлені колони з коринфськими капітелями (останні при будівництві базиліки «запозичили» з язичницького Храму Геркулесу);
- святилище богині Тихе у завершальній північно-західній частині цитаделі. Споруда була зруйнована ще в стародавні часи, а її наявність виводять із знайденої тут мармурової голови богині;
- фортечні мури цитаделі, зведені у римський період та суттєво перебудовані під час правління Омеядів. Загальна довжина цих укріплень становила 1680 метрів.
Декуманус та кардо були прикрашені протяжними колонадами, зведення яких відносять до періоду інтенсивної розбудови міста у 2 ст. н.е (ймовірно після правління імператора Адріана).